# 아카데믹 프리 라이선스
아카데믹 프리 라이선스(Academic Free License, AFL)는 오픈 소스 이니셔티브 (OSI)의 전 법률 고문이었던 로렌스 E. 로젠이 2002년에 작성한 퍼미시브 라이선스이다.
이 라이선스는 BSD, MIT, UoI/NCSA 및 아파치 라이선스와 유사한 권한 –  즉 소프트웨어를 사유화할 수 있도록 허용하는 권한을 부여한다 –  그러나 이들 라이선스의 문제점으로 인식되는 부분을 수정하기 위해 작성되었다. AFL은 다음을 수행한다:
- 소프트웨어의 저작권 고지 다음 문구를 포함하여 어떤 소프트웨어에 라이선스가 부여되는지 명확히 한다.
- 소프트웨어에 대한 완전한 저작권 허가를 포함한다.
- 소프트웨어에 대한 완전한 특허 허가를 포함한다.
- 라이선스 제공자의 상표에 대한 상표권이 부여되지 않음을 명확히 한다.
- 라이선스 제공자가 저작권을 소유하거나 라이선스에 따라 소프트웨어를 배포함을 보증한다.
- 그 자체가 저작권이 있으며, 수정 없이 복사하고 배포할 권한이 부여된다.

자유 소프트웨어 재단은 3.0을 포함한 모든 AFL 버전이 GNU GPL과 호환되지 않는다고 간주한다. 비록 에릭 레이먼드 (OSI의 공동 설립자)는 AFL 3.0이 GPL과 호환된다고 주장하지만 말이다. 2002년 후반, OSI 실무 초안에서는 이를 "모범 사례" 라이선스로 간주했다. 그러나 2006년 중반, OSI의 라이선스 범람 위원회는 이를 "더 인기 있는 라이선스와 중복된다"고 판단했다. 특히 아파치 소프트웨어 라이선스 버전 2와 중복된다고 보았다.

## 같이 보기
- 라이선스 범람
- 오픈 소프트웨어 라이선스 – 동일 저자가 작성한 유사하나 상호적인 라이선스